# Josef-Maria Jauch
Pour les articles homonymes, voir Jauch.
Josef-Maria Jauch (né le 20 septembre 1914 à Lucerne ; mort le 29 août 1974 à Genève) est un physicien suisse.

## Biographie
Jauch fait des études de mathématiques et de physique à l'École polytechnique fédérale de Zurich, où il obtient son diplôme en 1938. Il devient l'assistant de Wolfgang Pauli à l'été 1940, au moment où celui-ci part s'installer aux États-Unis.
Jauch quitte l'Europe et soutient sa thèse de doctorat à l'université du Minnesota sous la direction d'Edward Lee Hill ; elle est intitulée On Contact Transformations and Group Theory in Quantum Mechanical Problems. Il est professeur assistant à l'université de Princeton de 1943 à 1946, puis à l'université d'Iowa de 1946 à 1959.
À partir de 1961, il devient professeur de physique théorique à l'université de Genève, dont il dirige le département de physique théorique jusqu'en 1974. Son travail porte notamment sur les fondements mathématiques de la mécanique quantique et sur la logique quantique. Il y rédige son livre fameux Foundations of Quantum Mechanics (1968), ainsi que son livre sur l'électrodynamique quantique avec Fritz Rohrlich (en).
Jauch est l'un des fondateurs de la Société européenne de physique.
Ses anciens élèves comprennent notamment Gérard Emch, Constantin Piron et Kenneth Watson (en).

## Publications
- Josef-Maria Jauch et Fritz Rohrlich, The theory of photons and electrons : the relativistic quantum field theory of charged particles with spin one-half, Berlin, Heidelberg, Auflage, Springer, coll. « Theoretical and Mathematical Physics », 1976, 2e éd. (1re éd. Cambridge, Addison-Wesley, 1955), xx+556 p. (DOI 10.1007/978-3-642-80951-4) (1re édition : Cambridge, Addison-Wesley)
- Josef-Maria Jauch, Die Wirklichkeit der Quanten : ein zeitgenössischer galileischer Dialog, München, Hanser, 1973
- Josef-Maria Jauch, Foundations of Quantum Mechanics, Reading, Addison-Wesley (1re éd. 1968), 299 p. (présentation en ligne)[1]